# Royal Liverpool Golf Club
Le Royal Liverpool Golf Club est un parcours de golf situé dans le Merseyside dans le Nord-Ouest de l'Angleterre. Fondé en 1869, il a reçu la désignation "Royal" en 1871. Malgré son nom, le parcours est situé dans la localité d'Hoylake près de Liverpool, par conséquent le tournoi est appelé Hoylake. Il s'agit d'un parcours de 18 trou au bord de mer, ainsi c'est un link.

## Tournois disputés
Le parcours a été le lieu de nombreux tournois prestigieux :
- L'Open britannique : 1897, 1902, 1907, 1913, 1924, 1930, 1936, 1947, 1956, 1967, 2006, 2014.
- La Walker Cup : 1983.
- La Curtis Cup : 1992.
- Le championnat amateur de Grande-Bretagne : 1885 (le tournoi inaugural), 1887, 1890, 1894, 1898, 1902, 1906, 1910, 1921, 1927, 1933, 1939, 1953, 1962, 1969, 1975, 1995, 2000

Les différents vainqueurs de l'Open britannique à Hoylake sont :
- 2014 Rory McIlroy - Irlande du Nord

- 2006 Tiger Woods - États-Unis
- 1967 Roberto DeVicenzo - Argentine
- 1956 Peter Thomson - Australie
- 1947 Fred Daly - Irlande du Nord
- 1936 Alf Padgham - Angleterre
- 1930 Bobby Jones (amateur) - États-Unis
- 1924 Walter Hagen - États-Unis
- 1913 John Henry Taylor - Angleterre
- 1907 Arnaud Massy - France
- 1902 Sandy Herd - Écosse
- 1897 Harold Hilton - Angleterre